# Chambre 13
Pour plus de détails, voir Fiche technique et Distribution.
Chambre 13 est un film français réalisé par André Hugon, sorti en 1942.

## Synopsis
Michou, un jeune vagabond est engagé pour tourner un film. Son copain Totor, un clochard, le suit partout. Toute la troupe de cinéma loge à l'hôtel. C'est là que les bijoux de l'actrice et d'une baronne sont volés et Michou est soupçonné par la police. Avec l'aide de Totor, ils vont démasquer les véritables voleurs...

## Fiche technique
- Réalisation : André Hugon
- Scénario : André Hugon et Lucien Jaquelux
- Photographie : Willy Faktorovitch
- Musique : Vincent Scotto
- Photographe de plateau : Roger Forster
- Société de production : Films André Hugon
- Société de distribution : Cinéma de France
- Pays d'origine :  France
- Format : Noir et blanc - Mono
- Genre : Policier
- Durée : 75 minutes
- Date de sortie : France : 31 janvier 1942

## Distribution
- Jules Berry : Totor
- Josseline Gaël : Geneviève d'Antibes
- Milly Mathis : la baronne
- Simone Barillier : la jeune première
- Juliette Petit : la chanteuse des rues
- Gaby Fontaine : la script
- Robert Le Vigan : Fenouil
- Rivers Cadet : le régisseur
- Fransined : Douillard
- Paul Bouton : Michou
- Henri Vallée-Valdy : le baron
- Lucien Callamand : l'auteur
- Georges Grey : Jean
- René Novan : le patron de l'hôtel
- Jean Daurand : le chasseur

## Autour du film
Tourné en 1940 dans les studios de Marcel Pagnol, Chambre 13 est le premier film réalisé en zone sud pendant l'Occupation.